# Flughafen São José do Rio Preto

i8
i11
i13
Der Flughafen São José do Rio Preto (portugiesisch: Aeroporto Estadual Professor Eribelto Manoel Reino; IATA-Code: SJP, ICAO-Code: SBSR) ist ein öffentlicher Flughafen, 4 km von São José do Rio Preto im brasilianischen Bundesstaat São Paulo entfernt.

## Flughafendaten
Der Flughafen hat eine Asphaltpiste mit 1640 m Länge und 35 m Breite. Die Seehöhe beträgt 543 m. Das Passagierterminal umfasst 6630 m².

## Geschichte
Der Flughafen São José do Rio Preto wurde 1959 eröffnet und wird vom DAESP – dem staatlichen Luftfahrtministerium von São Paulo – verwaltet. Allerdings eröffnete Viação Aérea de São Paulo (VASP), am 12. November 1933 eine Linie, die São Paulo (Marte) – São Carlos – São José do Rio Preto mit einem viersitzigen Monospar ST4 verband.
Im Jahr 2000 waren am Flughafen mehrere Unternehmen tätig, darunter Interbrasil Star, Pantanal Linhas Aéreas, Rio Sul Serviços Aéreos Regionais, LATAM Airlines Brasil TAM Meridional und TAM Regional, TRIP Linhas Aéreas, Total Linhas Aéreas und VASP. Im Jahr 2001 flogen sie auch mit Charterflügen nach Nordeste, Passaredo und Transbrasil. Im Jahr 2002 stellte Interbrasil mit der Insolvenz seiner Muttergesellschaft Transbrasil den Betrieb ein. Nordeste Linhas Aéreas Regionais, Pantanal und Rio Sul stellten 2003 den Betrieb in São José do Rio Preto ein, sodass nur noch TAM und VASP in Betrieb blieben, letzteres bis 2004. Im Jahr 2005 nahm GOL den Betrieb in der VASP-Lücke auf. Im Jahr 2007 begannen BRA und Passaredo regelmäßig in Rio Preto zu operieren. Im Jahr 2008 verkehrten am Flughafen nur TAM und GOL. Dies änderte sich 2009, mit dem Weggang von GOL steigerten Passaredo und TRIP ihren Marktanteil. Im Jahr 2011 debütierte Azul Linhas Aéreas am Flughafen.
Am 4. Februar 2022 wurde von ASP – Aeroportos Paulista (ein Konsortium bestehend aus Socicam und Dix Empreendimentos) über Konzession für den Betrieb des Flughafens (und weiterer 10 Flughäfen im Bundesstaat São Paulo) für die nächsten 50 Jahre unterzeichnet.

## Flugbetrieb
Im Jahr 2018 wurden 784.662 Passagiere transportiert und 23.555 Flugbewegungen durchgeführt.
Azul Linhas Aéreas und LATAM Airlines sind die wichtigsten Fluggesellschaften, ⁣⁣die den Flughafen bedienen.